# Rainer W. Bussmann
Rainer W. Bussmann (Leutkirch, 30 de mayo de 1967) es botánico y ecólogo vegetal alemán, especializado en etnobotánica y etnobiología, plantas alimenticias silvestres, parientes silvestres de cultivos, cambio climático, botánica gastronómica y preservación del conocimiento tradicional en los Andes, el Cáucaso y el Himalaya. Ha trabajado en la Universidad de Bayreuth, Universidad de Hawái, Universidad de Texas, el Missouri Botanical Garden, la Universidad Estatal de Ilia y el Museo Estatal de Ciencias Naturales Karlsruhe; ha fundado varias organizaciones no gubernamentales internacionales, incluyendo Nature and Culture International, Saving Knowledge y Ethnomont.

## Trabajos y contribuciones científicas

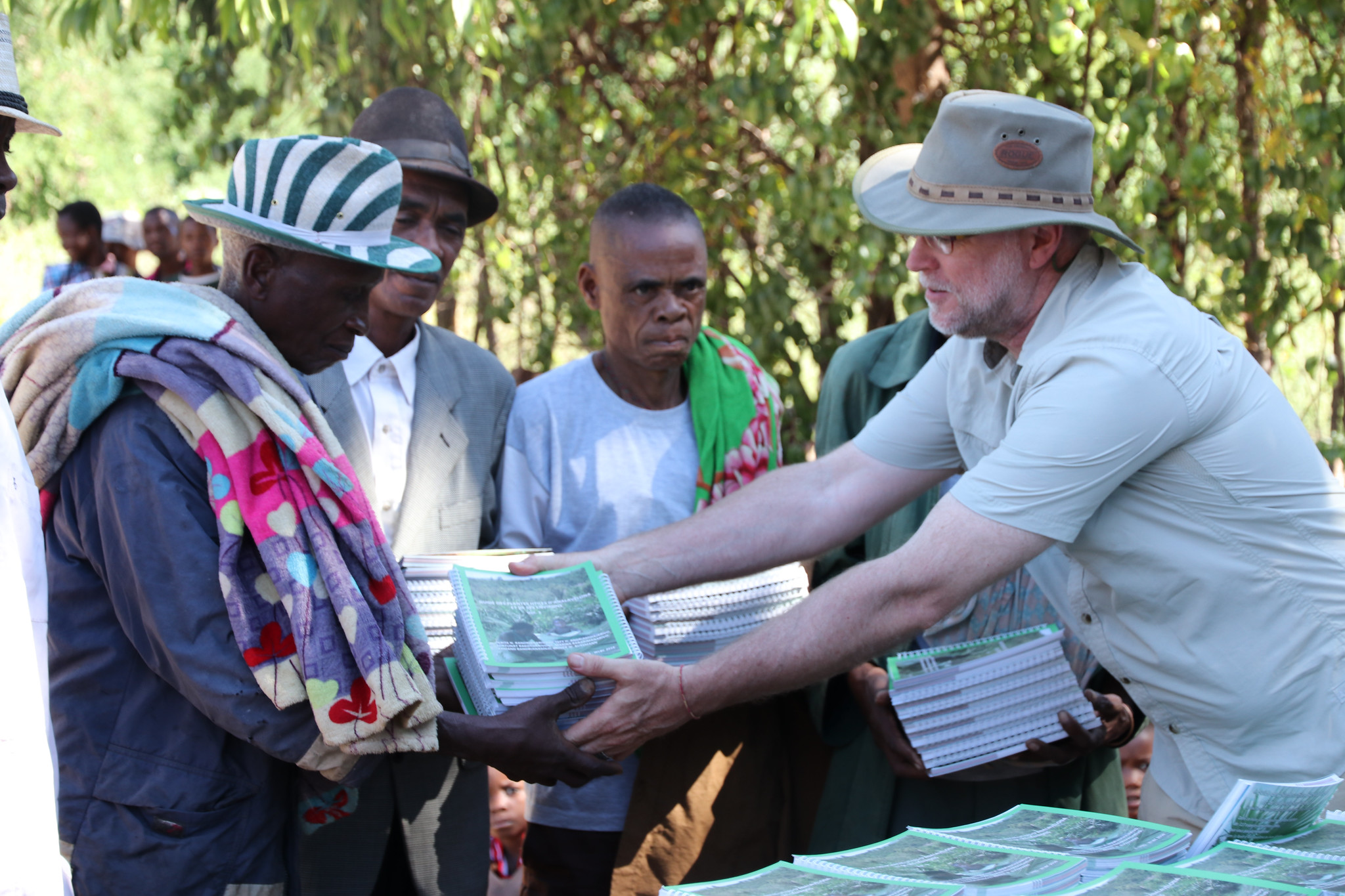
Entrega de libros como parte de la devolución de información en comunidades indígenas en Madagascar (2016)

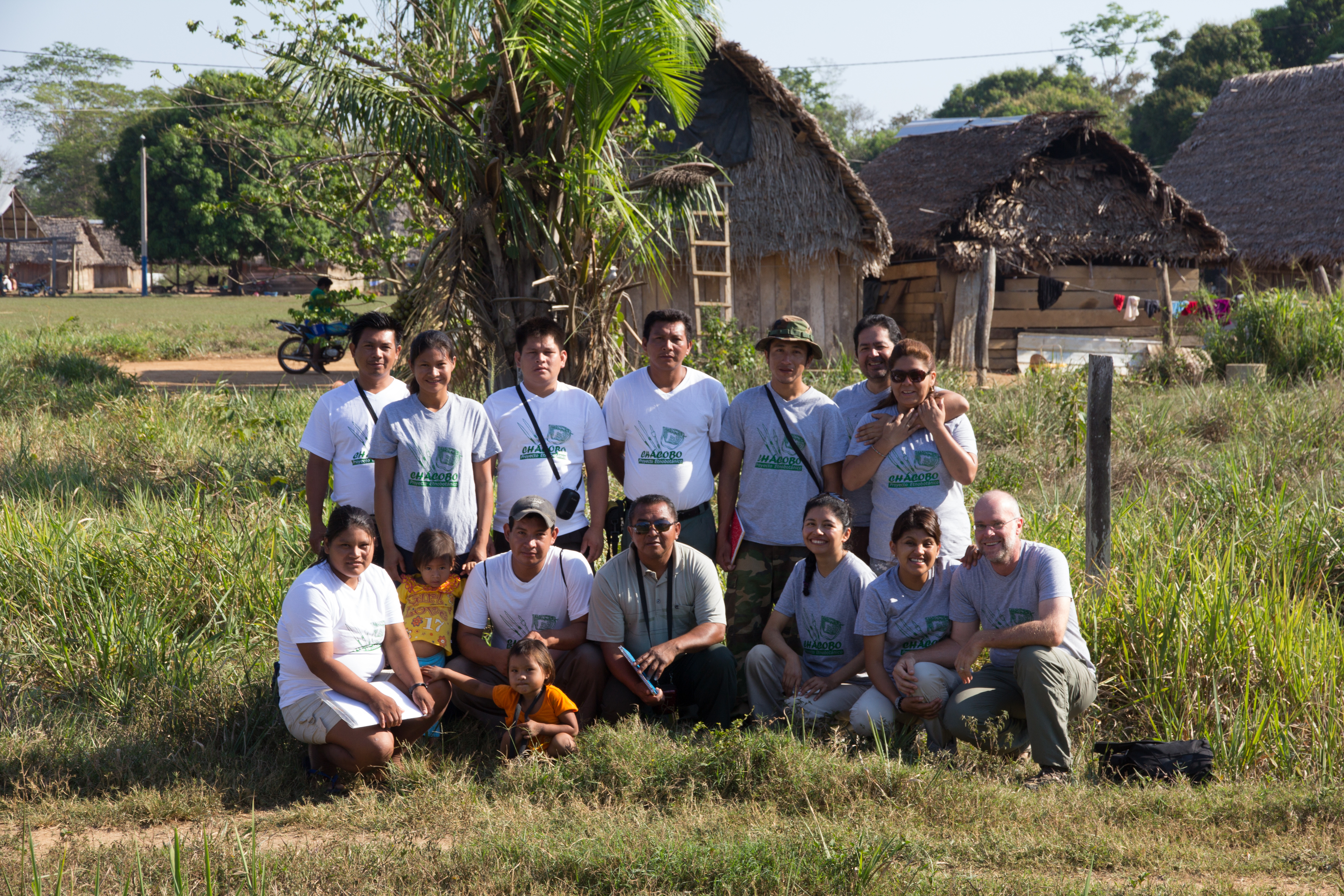
Participantes Proyecto Etnobotánico Chácobo (Alto Ivon, Bolivia)

De 1994 a 2002 Bussmann trabajó como Post Doc en la Universidad de Bayreuth desarrollando investigaciones ecológicas en los bosques de montaña de Kenia y Etiopía, y como coordinador científico del programa DFG (German Science Foundation), "Functionality in a Tropical Mountain Rainforest: Diversity, Dynamic Processes and Utility Potentials under Ecosystem Perspectives"  y como parte de este proyecto apareció en la serie documental de televisión alemana "Humboldts Erben". Durante ese mismo tiempo lideró las investigaciones de la vegetación en los bosques del este de Africa, incluyendo el establecimiento del Jardín Botánico de la Universidad de Maseno. Bussmann también fue uno de los participantes fundadores de la Evaluación Mundial de la Biodiversidad de las Montañas (GMBA).
De 2003 a 2006 se unió a la Universidad de Hawái (Manoa} como director científico del Arboreto Harold L. Lyon, y como Profesor Asociado de Botánica, con el objetivo de transformar el Lyon Arboretum en un centro de investigación internacional, vinculado con las tradiciones indígenas hawaianas [8], enfocando sus investigaciones a la ecología de los bosques nublados y la comercialización de plantas medicinales en el norte de Perú, desarrollando un programa bajo el Programa de Capacitación Internacional de Investigación en Salud y Salud de las Minorías (MHIRT) en el Instituto Nacional de Salud. Durante 2006-2007 se unió al Departamento de Geografía de la Universidad de Texas (Austin) como profesor visitante.

En el 2007 fue nombrado director del William L. Brown Center, y William L. Brown Curator of Economic Botany en el Missouri Botanical Garden. Durante la década siguiente, Bussmann transformó el centro en un centro internacional de investigación con proyectos en los cinco continentes, con investigaciones desde la etnobotánica tradicional y la etnofarmacología, a la ecología de la regeneración, el impacto del cambio climático, los derechos de Propiedad Intelectual y la aplicación del "Protocolo de Nagoya sobre Acceso a Recursos Genéticos y Participación Justa y Equitativa en los Beneficios Provenientes de su Utilización".
En 2017 dejó el Missouri Botanical Garden para co-fundar un nuevo Departamento de Etnobotánica en el Instituto de Botánica y el Jardín Botánico Alpino de Bakuriani (BABG) de la Universidad Estatal de Ilia, en Georgia (Cáucaso).
Su abreviatura oficial de autor botánico es Bussmann, y ha descrito una variedad de especies vegetales nuevas para la ciencia.
Bussmann es reconocido en el campo arqueológico y farmacológico por la identificación de un alucinógeno Moche encontrado en muchas tumbas y encontrado en la cerámica y pintura de la cultura en el Norte del Perú, el "Ulluchu".
Como parte de sus investigaciones, Bussmann ha puesto especial atención a los derechos de las comunidades indígenas, apoyándoles en sus acciones generadas el efecto del cambio global. En el "Proyecto Etnobotánico Chácobo" mostraron como investigadores indígenas, entrenados en métodos de etnobotánica lograron hacer un estudio del mismo nivel que científicos universitarios, entrevistando, por primera vez en el mundo, una tribu entera, y mostrando que una percibida pérdida de conocimiento tradicional fue nada más que un efecto secundario de las investigaciones previas. Todos los resultados del proyecto, y traducciones de trabajos anteriores, fueron entregados a la tribu, y los investigadores locales participaron como coautores en todas las publicaciones.
Bussmann es editor en jefe de Ethnobotany Research and Applications, editor adjunto del Journal of Ethnobiology and Ethnomedicine, editor asociado de Ethnobiology and Conservation y Pleione, editor académico de PlosOne, editor de temas en Etnobotánica para el Nordic Journal of Botany, y miembro de los consejos editoriales de Antibiotics, Life, Indian Journal of Traditional Knowledge y Nelumbo. 
Bussmann ha estado involucrado en el desarrollo de sociedades profesionales en el campo de la etnobotánica y la etnobiología. Fue presidente y miembro del comité de la  Society for Economic Botany (2008-2020), y de la junta directora de la International Society for Ethnopharmacology (2010-2014), Society of Ethnobiology (2008-2011), Botanical Society of America (2008-2011), International Society of Ethnobiology (2008-2010), y posee membresías en la Association for the Taxonomic Study of the Flora of Africa, Bayerische Botanische Gesellschaft, East Africa Natural History Society, International Society of Ethnobiology, International Society for Ethnopharmacology, Society for Economic Botany, y Society of Ethnobiology.
Además de su trabajo académico, Bussmann ha sido cofundador de varias organizaciones no gubernamentales internacionales en las áreas de Conservación de la Biodiversidad y el Conocimiento Tradicional, incluida Nature and Culture International  Ahorro de conocimiento y Etnomont. También se ha dedicado al desarrollo de la producción socialmente responsable de especies medicinales, aromáticas y alimentarias también apareció en el documental de televisión alemán "Secret world of herbs". 

## Distinciones y reconocimientos

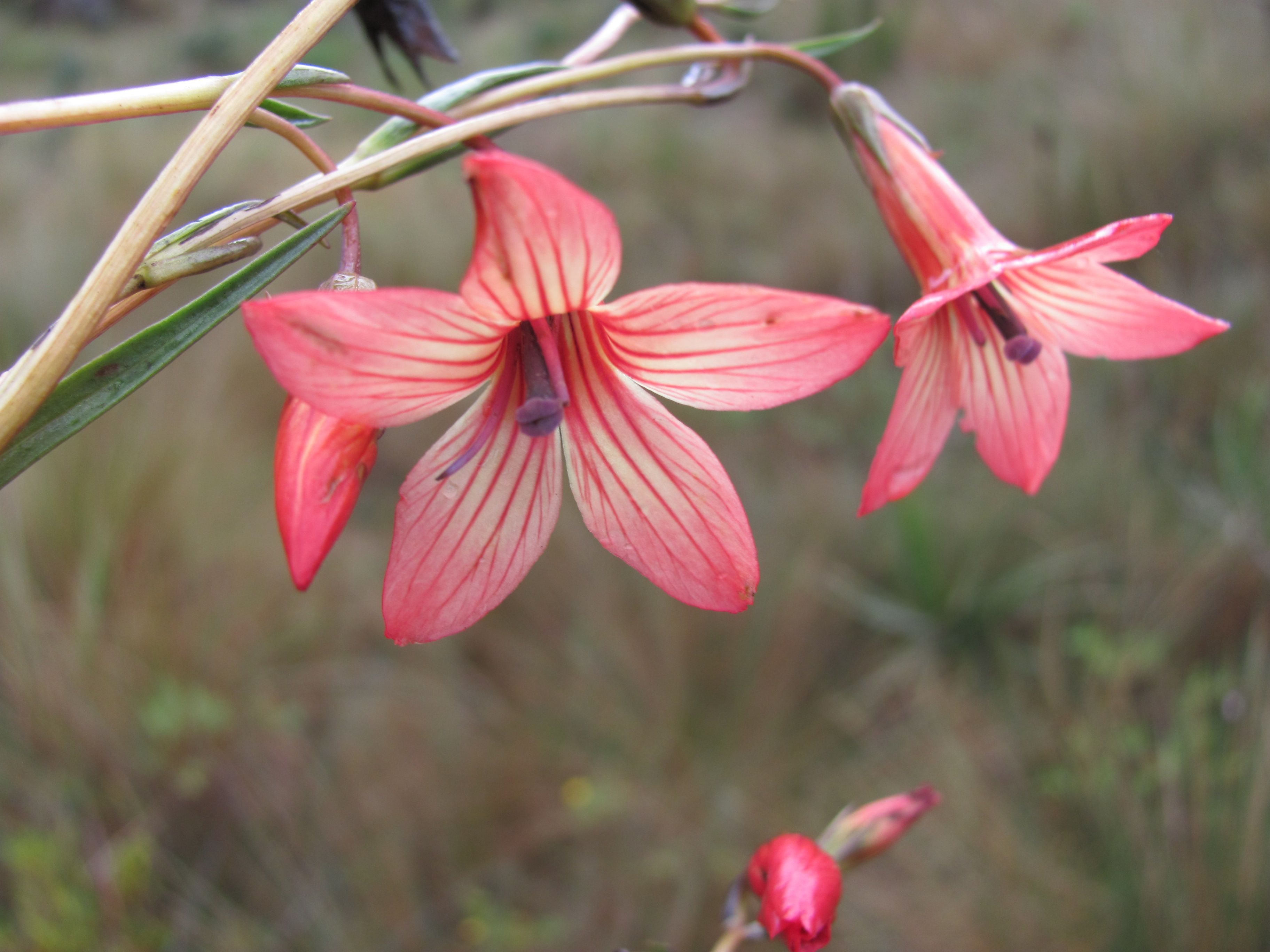
Gentianella bussmannii Pringle endémica de los Andes Peruanos

- Society for Ethnopharmacology-India (SFE-India) Outstanding International Ethnopharmacologist Award – 2022.[11]
- Ilia Chavchavadze Medal for Scientific Excellence 2021. Instituida en 2017 para conmemorar el 200 cumpleaños de Ilia Chavchavadze, la Medalla Ilia se otorga anualmente a científicos por su excelencia en ciencia y erudición.[12]
- James Duke Award of the American Botanical Council 2012 por la publicación "Medicinal Plants and the Legacy of Richard E. Schultes",[13] editada junto con Bruce Ponman. Esta publicación reúne los resúmenes de las presentaciones realizadas en el Simposio "Healing the planet: medicinal plants and the legacy of Richard E. Schultes" en honor a Richard E. Schultes dentro el Congreso Botany 2011 realizado en St. Louis, MO entre el 9 y el 13 de julio de 2011.
- Dos especies botánicas fueron nombradas en honor al Dr. Bussmann. Poa bussmannii H. Scholz descrita el 2011,[14] que tiene como su área nativa de distribución Turquía. Gentianella bussmannii J.S.Pringle, descrita en 2017[15] es una especie nativa de los Andes Peruanos.

## Publicaciones
«Publicaciones de Rainer W. Bussmann en Google Scholar».
«Publicaciones de Rainer W. Bussmann en Researchgate»..
Bussmann es autor de cerca de 450 artículos revisados por pares, más de 1300 capítulos de libros, y es autor/editor de 38 libros. Según el artículo publicado en octubre de 2023 en Elsevier Data Repository es uno de los etnobotánicos más citados y reconocido entre los científicos más influyentes a nivel mundial.
Actualmente se desempeña como editor en jefe de la serie de libros "Ethnobotany of Mountain Regions" publicados por Springer Nature

### Libros seleccionados
- Bussmann, RW ; Paniagua-Zambrana, NY. (Eds.) (2020). Ethnobotany of Mountain Regions. Springer International Publishing: Cham.
- Kunwar, RM, Sher, H. Bussmann, RW  (Eds.)(2020). Ethnobotany of the Himalayas. Springer International Publishing: Cham. (ISBN 978-3-030-57407-9).
- Bussmann, RW  (Ed.)(2020).Ethnobotany of the Mountain Regions of Africa. Springer International Publishing: Cham.pp. XX + 700 (ISBN 978-3-030-38385-5).
- Batsatsashvili, K; Kikvidze, Z; Bussmann, RW  (Eds.) (2020). Ethnobotany of Mountain Regions - Central Asia and Altai. Springer International Publishing, Cham. pp. XXII + 881; (ISBN 978-3-030-28946-1)
- Batsatsashvili, K; Kikvidze, Z; Bussmann, RW  (Eds.) (2020). Ethnobotany of Mountain Regions - Far Eastern Europe. Springer International Publishing, Cham.pp. XXIX + 1063; (ISBN 978-3-030-28939-3).
- Paniagua-Zambrana, NY; Bussmann, RW  (Eds.) (2020). Ethnobotany of the Andes. Springer International Publishing, Cham. pp. XXXI + 1955; (ISBN 978-3-030-28932-4)
- Bussmann, R.W  (Ed.) (2017). Ethnobotany of the Caucasus. Springer International Publishing International Publishing: Cham; XXVII, 746p. (ISBN 978-3-319-49411-1)
- Paniagua-Zambrana, N.Y., Bussmann, R.W  (Eds.)(2017). La Etnobotánica de los Chácobo en el Siglo XXI. William L. Brown Center, MBG, St. Louis. (ISBN 978-0-9960231-5-3).
- Bussmann, R.W. , Sharon, D. (2015a). Medicinal plants of the Andes and the Amazon – The magic and medicinal flora of Northern Peru. William L. Brown Center, MBG, St. Louis. (ISBN 978-0-9960231-2-2).
- Bussmann, R.W. , Sharon, D. (2015b). Plantas medicinales de los Andes y la Amazonía – La flora mágica y medicinal del Norte de Peru. William L. Brown Center, MBG, St. Louis. (ISBN 978-0-9960231-3-9).
- Paniagua-Zambrana, N.Y., Bussmann, R.W. , Tellez, C., Vega, C. (Eds.)(2014). Los Chacobo y su historia en el siglo XX. William L. Brown Center, MBG, St. Louis. (ISBN 978-0-9960231-0-8).
- Paniagua-Zambrana, N.Y., Bussmann, R.W. , Blacutt, E., Macia, M.J. (Eds.). (2011). Los Chacobo y las Palmeras. William L. Brown Center, MBG, St. Louis, (ISBN 978-0-9848415-0-9).
- Bussmann, R.W. , Sharon, D. (2007). Plants of the four winds - The magic and medicinal flora of Peru. Plantas de los cuatro vientos - La flora mágica y medicinal del Perú. Arogya, Honolulu. (ISBN 978-0-9789962-3-9).
- Bussmann, R.W. , Sharon, D. (2007). Plants of longevity - The medicinal flora of Vilcabamba. Plantas de longevidad - La flora medicinal de Vilcabamba. Arogya, Honolulu (ISBN 978-0-9789962-2-2).
- Bejár, E., Bussmann, R.W. , Roa, C., Sharon, D. (2001) Medicinal Herbs of Southern Ecuador – Hierbas Medicinales del Sur Ecuatoriano, 340p. San Diego, Latino Herbal Press.
- Bussmann, R.W.  (1994). The forests of Mount Kenya (Kenya) - Vegetation, Ecology, Destruction and Management of a tropical mountain forest ecosystem. Dissertation Universität Bayreuth.